# Aguarunichthys
Aguarunichthys (Агуаруніхтис) — рід риб родини Пласкоголові соми ряду сомоподібні. Має 3 види. Наукова назва походить від індіанського племені агуруна, що мешкає в Перу.

## Опис
Загальна довжина представників цього роду коливається від 31,7 до 42 см. Голова доволі велика, широка. Очі помірного розміру. Мають 3 пари вусів, з яких довгі розташовані на верхній щелепі, а 2 пари коротких — на нижній та підборідді. Тулуб подовжений. Плавальний міхур має пальцеподібну форму. Спинний плавець високий та широкий, з 1 жорстким довгим променем та 6—7 м'якими променями. Грудні плавці широкі, серпоподібні. Черевні плавці дещо поступаються останнім. Жировий плавець доволі довгий. Анальний плавець має 7—10 м'яких променів та 5—6 жорстких променів. Хвостовий плавець сильно розділений.
Забарвлення кремового, оливково-коричневого кольору з окремими невеличкими контрастними плямами.

## Спосіб життя
Це бентопелагічні риби. Зустрічаються на глибині до 30 м на піщаних субстратах або воліють швидкі потоки і кам'янистий ґрунт. Активні переважно у присмерку. Живляться рибою і безхребетними.

## Розповсюдження
Мешкають у басейнах річок Амазонка і Токантінс — в межах Бразилії та Перу.

## Види
- Aguarunichthys inpai
- Aguarunichthys tocantinsensis
- Aguarunichthys torosus